# Nuri as-Sa'id
Nuri Pasha as-Sa'id (arabiska: نوري باشا السعيد), född 1888, död 15 juli 1958, var en irakisk militär och politiker. Han var den ledande statsmannen i Irak större delen av perioden efter frigörelsen från det Osmanska riket 1920 fram till den republikanska revolutionen 1958, då han var Iraks premiärminister i åtta omgångar. Han var en av den moderna irakiska statens grundare, och tillskrivs även som grundaren av Iraks armé och byråkrati. 
Nuri deltog i många av de beslut som kom att prägla utformningen av den moderna Irak. Under sin första mandatperiod undertecknade han Angloirakiska avtalet, som i ett led mot ökad irakisk självständighet, gav mandatmakten Storbritannien oinskränkt rätt att använda Iraks territorium för förläggning och transport av brittisk militär. Avtalet legitimerade även att Iraks oljeindustri skulle förbli under brittisk kontroll, fastän det rent formellt minskade den brittiska rollen i Iraks inre angelägenheter så länge dessa inte kom i strid med brittiska ekonomiska och militära intressen. 
Då Nuri slog in på en väg av repression, gynnade systematiskt överklassens intressen, misslyckades med att bekämpa fattigdomen, samt förde en för honom utmärkande starkt probrittisk politik, gjorde han sig djupt impopulär. Den mindre bemedlade majoriteten av irakierna såg honom som den feodala eliten personifierad, och hans enorma eftergiftspolitik gentemot britterna som fann motstånd i alla delar av samhället, och vilket så småningom skulle kulminera i den hashemitiska monarkins elimination samt hans eget fall. 
Nuri, som den djupt kontroversiella figur han var, hade många fiender och fick fly Irak två gånger i sviterna av de ständiga statskupper som präglade Iraks politiska liv i självständighet. Vokala motståndare till Nuris politik återfanns ofta bland nationalister inom officerskåren, vilket ledde till en ständig maktkamp mellan valda och militära ledare, något som skulle vara utmärkande för Iraks politiska historia för lång tid framöver. Den 15 juli 1958, dagen efter 14 juli-revolutionen, blev Nuri brutalt mördad när han försökte fly landet utklädd till kvinna.